# Dean Smith (friidrottare)
Dean Smith, född 15 januari 1932 i Breckenridge, Texas, död 24 juni 2023 på samma plats, var en amerikansk friidrottare inom kortdistanslöpning och senare rodeocowboy och stuntman.
Smith blev olympisk mästare på 4 x 100 meter vid sommarspelen 1952 i Helsingfors.